# Sprachkalender
Der Sprachkalender ist ein (in der Regel Abreiß-) Kalender, der sich mit muttersprachlichen und fremdsprachlichen Themen beschäftigt. Dabei liegt der Gedanke zu Grunde dazu zu animieren, sich in unterhaltsamer Form regelmäßig und kontinuierlich in Zeitintervallen (Tag, Woche) mit der Sprache zu beschäftigen.
Sie bieten Grammatik-, Rechtschreib- oder Wortschatz-Übungen an. Durch das Abreißen kann jeden Tag eine kurze Übung, die nur wenige Minuten in Anspruch nimmt, gemacht werden, um auf diese Art und Weise die Sprachfertigkeit zu trainieren und zu erhalten.
In der Muttersprache beinhalten solche Sprachkalender zusätzlich sprachliche Zweifelsfälle, typische Fehlerquellen in Grammatik, Rechtschreibung und Stilistik, Redewendungen, Sprachrätsel und Sprachspiele, aber auch Zitate, Aphorismen und geflügelte Worte wie sie in andere Kalender Eingang finden.
Bei Fremdsprachen steht die Vermittlung neuen Wortschatzes, die Festigung des Grundwortschatzes im Vordergrund. Es werden zusätzlich aber gleichfalls Inhalte, wie bei muttersprachlichen Kalendern beschrieben, aufgenommen.